# Rozenpelargonium
De rozenpelargonium of rozengeranium (Pelargonium graveolens) is een soort Pelargonium. De plant staat ook bekend als citroenplant of citroengeranium en citroenpelargonium, met name de laatste twee worden vaak gebruikt door verkopers van de gecultiveerde varianten van de plant, er zijn nog twee andere soorten die citroengeranium's worden genoemd, Pelargonium crispum en Pelargonium radens.
De rozenpelargonium is een tot 1,3 m hoge struik met diep ingesneden, handvormig gelobde, grasgroene bladeren. Alle delen van de plant zijn viltig behaard. De bladeren ruiken naar rozen en citroen. De witte of roze bloemen groeien met vijf tot tien stuks aan elke bloemstengel. De bloemen hebben een op een veertje lijkende wijnrode tekening op de twee bovenste bloemblaadjes.
De soort komt van nature voor in Mozambique, Zimbabwe en in Transvaal en de Kaapprovincie in Zuid-Afrika. Hij groeit daar op vochtige plaatsen in de halfschaduw. De species heeft zeer fijn ingesneden blad. In België en Nederland is het de bekendste soort welriekende Pelargonium die als zodanig wordt verkocht. Hij kan als kamerplant worden gehouden en vanaf mei ook buiten worden gezet. De als "graveolens" aangeboden planten zijn echter meestal derivaten met een grovere bladvorm die voor een groot deel afstamt van de species.
De plant en een aantal van zijn cultivars die er sterk op gelijken als de P. x citrosmum, zijn de belangrijkste leverancier van “pelargonium-olie”, in de parfumindustrie een substituut voor de zeer dure rozenolie.
... · 
P. echinatum · 
P. graveolens (Rozenpelargonium) · 
P. tongaense · 
...